# تخريف

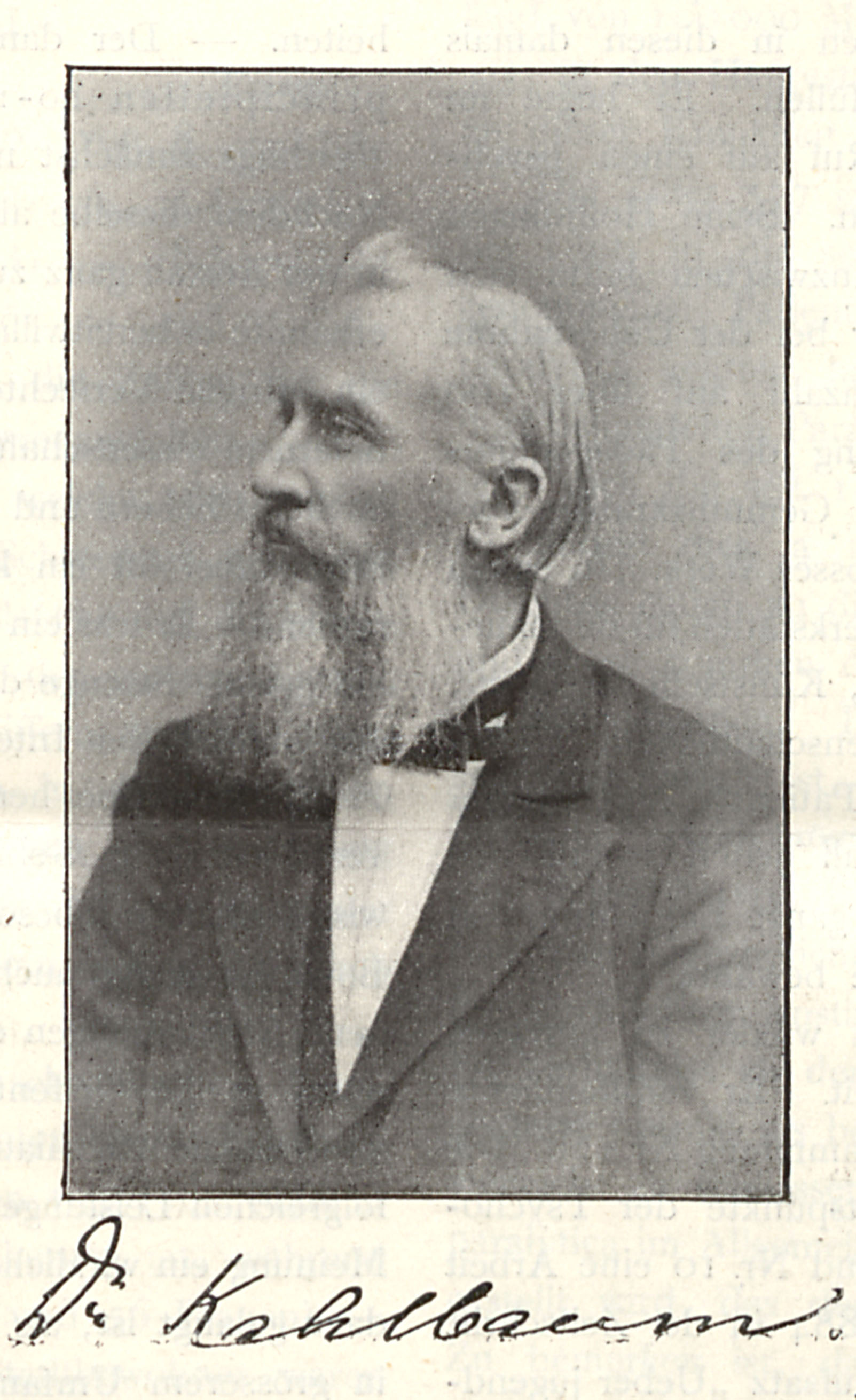

في علم النفس، يشير التخريف إلى خلل في الذاكرة. ويُعرف بأنه وجود ذكريات كاذبة أو مشوهة أو محورة عن النفس أو العالم. يقدم الأشخاص الذين يحيكون الذكريات، ذكريات غير صحيحة تتراوح بين «ذكريات محورة بشكل بسيط إلى اختلاقات غريبة»، وهم بشكل عام واثقون جدًا من ذكرياتهم، بالرغم من الأدلة التي تناقض كلامهم. يجب تمييزه عن الخرف الذي يشير إلى تدهور القدرات المعرفية، خاصة في الأمراض المرافقة لتقدم العمر.

## الوصف
يميز التخريف عن الكذب بانعدام النية بخداع الآخرين. ولا يدرك المريض أن المعلومات كاذبة. وقد يقدم المرضى معلومات خاطئة بشكل واضح جدًا، مع هذا يبدو الاختلاق مترابطًا ومتسقًا داخليًا وطبيعيًا إلى حد ما.
تكون معظم حالات التخريف المعروفة أعراض لأذية دماغية أو للخرف (العته)، من الأمراض وراءه أم الدم الدماغية وداء الألزهايمر ومتلازمة فيرنيكيه كورساكوف (المظهر الشائع لنقص الثيامين وينتج عن الكحولية). وإضافة إلى ذلك، كثيرًا ما يشاهد التخريف عند الأشخاص الذين يعانون من المتلازمة السمية بمضادات الكولين عند استجوابهم حول سلوك غريب أو غير عقلاني.
يحدث الجزء الأكبر من الذكريات المختلقة في جميع أنواع التخريف في ذاكرة السيرة الذاتية، ما يوحي بوجود عملية معقدة ومبهمة يمكن أن تتعثر في أثناء الترميز أو التخزين أو التذكر. يشيع هذا النوع من التخريف في متلازمة كورساكوف.

### الاختلافات
يُفرق بين نوعين من التخريف:
- المحرَض: (اللحظي أو الثانوي)، يمثل التخريف استجابة طبيعية لذكرى خاطئة، ويشيع في فقدان الذاكرة والعته (الخرف)، ويمكن أن يظهر في اختبارات الذاكرة.[6][7]
- التلقائي: (أو الأولي)، لا يحدث استجابةً لإشارة معينة ويبدو أنه لا إرادي. وهو نادر نسبيًا، وأكثر شيوعًا في حالات العته، ينجم ربما عن التفاعل بين مرض الفص الجبهي وفقدان الذاكرة العضوي.[6][7][8]

هناك تمييز آخر للتخريف:
- اللفظي: الذكريات الخاطئة محكية، وهو النوع الأكثر شيوعًا.
- التخريف السلوكي: حين يتصرف الفرد على أساس ذاكرته الخاطئة.

## العلامات والأعراض
يترافق التخريف بهذه الخصائص:
1. يكون التخريف على شكل عبارات كلامية ولكنه ربما يأخذ شكل إيماءات أو أفعال غير كلامية.
2. يتضمن ربما معلومات من السيرة الذاتية للمريض أو معلومات غير شخصية، كالحقائق التاريخية أو القصص الخيالية أو جوانب أخرى من الذاكرة الدلالية.
3. يمكن أن يكون السرد خياليًا غريبًا أو معقولًا.
4. يمكن أن يكون افتراض الرواية وتفاصيلها خاطئة جميعها.
5. تُنسج الحكاية عادةً من ذاكرة المريض وتجاربه الفعلية، بما فيها أفكاره السابقة والحالية.
6. لا يدرك المريض التشوهات في قصته أو عدم لباقتها أو ملاءمتها، ولا تهمه إشارة الآخرين إلى الأخطاء فيها.
7. لا وجود لدافع خفي وراء القصة.
8. قد تلعب بنية شخصية الفرد دورًا في استعداده للتخريف.[3]

## النظريات
تختلف النظريات في نواحي تركيزها. تقترح بعض النظريات أن التخريف وسيلة للأشخاص معطوبي الذاكرة ليحافظوا على هويتهم الذاتية. تورد نظريات أخرى الارتباطات المعرفية العصبية لشرح عملية التخريف. وتستمر نظريات أخرى باستخدام مفهوم التوهم في شرح التخريف. يوضع التخريف من قبل البعض في إطار نظرية الأثر الضبابي (النظرية الحدسية). أخيرًا، يدعو بعض الباحثين إلى تخفيف التوجه نحو التفسيرات المعرفية العصبية لصالح علم المعرفة.

### النظريات النفسية العصبية
النظريات الأكثر شهرة في تفسير التخريف يقدمها علم النفس العصبي أو علم الأعصاب المعرفي. تشير الأبحاث إلى أن التخريف مرتبط بخلل في العمليات المعرفية التي تتحكم في استرجاع الذكريات من الذاكرة طويلة الأمد. تعطل أذية الفص الجبهي في كثير من الأحيان هذه العملية، وتحول دون استرجاع المعلومات وتقييم نتاجها. وأيضًا، يجادل الباحثون في أن التخريف هو اضطراب ناتج عن فشل «مراقبة الواقع/ مراقبة المصدر» (أي معرفة ما إذا كانت الذكرى حدث فعلي أو أنها متخيلة). يقترح بعض الاختصاصيين في علم النفس العصبي أن العيوب في استرجاع المعلومات من الذاكرة طويلة الأمد التي تظهر عند أشخاص طبيعيين تختلف في عمليات التحكم عن العيوب عند مرضى التخريف. ميز كريبلين فرعين من التخريف: يعود التخريف البسيط جزئياً إلى أخطاء في الترتيب الزمني للأحداث الحقيقية. أما التخريف الخيالي الغريب، يكون قصة مستحيلة بشكل واضح لا جذور لها في الذاكرة الحقيقية. قد ينتج التخريف البسيط عن تلف أنظمة الذاكرة في الفص الصدغي الأنسي. يكشف التخريف الخيالي الغريب عن خلل في جهاز الإشراف، والذي يُعتقد أنه من وظائف الفص الجبهي.

### نظرية الهوية الذاتية
يجادل البعض في وجود مكون عاطفي للتخريف يخدم النفس عند من يعانون من عجز في الذاكرة. يساعد التخريف في الحفاظ على تماسك مفهوم الذات. أي أن الأشخاص الذين يخرفون يفعلون ذلك بدافع ملء فراغات في ذاكرتهم.

### النظرية الزمانية
تدعم النظرية الزمانية فكرة مفادها أن حالات التخريف تحدث حين يكون الفرد غير قادر على وضع الأحداث بشكل صحيح في زمنها المناسب. وهكذا، يشير الشخص بشكل صحيح إلى فعل قام به، لكنه ينسبه إلى أمس، مع أنه حدث قبل أسابيع. في نظرية الذاكرة والوعي والزمانية، يحدث التخريف بسبب عجز في الوعي (الفهم والإدراك) أو الوعي الزماني.

### نظرية المراقبة
ومن الأفكار المشابهة نظريات الواقع ونظريات مراقبة المصدر. في هذه النظريات، يحدث التخريف عندما يعزو الأفراد ذكريات لم تحدث إلى الواقع، أو ينسبون الذكريات إلى مصدر خاطئ. قد يزعم الفرد أن حدثًا متخيلًا قد حدث فعلًا، أو أن أحد صديقًا أخبره عن حدث سمعه في الواقع عبر التلفاز.

### نظرية الاسترجاع الاستراتيجي
يرى مؤيدو نظرية الاسترجاع الاستراتيجي أن التخريف يحدث حين تتعذر رقابة الذاكرة للتحقق من صحة الأحداث المتذكرة. يستدعي الفرد ذكرى، مع بعض العجز الذي يعيق على المريض إدراك زيفها.

### نظرية التحكم التنفيذي
يقترح البعض أن جميع أنواع الذكريات الخاطئة، ومنها التخريف، تنسجم مع النموذج العام للذاكرة والوظيفة التنفيذية. في عام 2007، قُدم إطار يرى سببين للتخريف: مشاكل في التحكم التنفيذي ومشاكل في التقييم. في عجز التحكم التنفيذي، تستذكر ذكرى غير صحيحة في الدماغ. في العجز التقييمي، تقبل الذكرى كحقيقة لانعدام القدرة على التمييز بين الظن والحدث الفعلي.

### في سياق نظريات التوهم
حاولت النماذج الحديثة من تفسيرات التخريف الربط ين التوهم والتخريف. اقتُرح حديثًا سياق مراقبة متعلق بالتوهم، ليُطبق على التخريف، تضمّن العمليات الواعية وغير الواعية. كان الادعاء أنه من خلال ملاحظة هذه العمليات معًا، يمكن فهم التخريف التلقائي والمحرض بشكل أفضل. وبعبارة أخرى، هناك طريقتان للتخريف. الأولى هي الطريقة اللاشعورية والتلقائية التي لا تجري فيها الذاكرة معالجة منطقية أو تفسيرية. والطريقة الأخرى هي الطريقة الواعية والمحرَضة التي يختلق فيها الفرد الذكرى بشكل متعمد ليشرح أمرًا مربكًا أو غير مألوف.

### نظرية الأثر الضبابي
نظرية الأثر الضبابي هي مفهوم يطبق بشكل أكبر في تفسير قرارات اتخاذ الحكم. وتبعًا لهذه النظرية، ترمز الذكريات بشكل عام (جوهريًا)، وبشكل محدد (حرفيًا). وبالتالي، يمكن أن ينتج التخريف عن استدعاء الذكرى الحرفية غير الصحيحة أو استدعاء الجزء الجوهري من الذكرى، دون القدرة على تذكر الجزء الحرفي.
تستخدم نظرية الأثر الضبابي خمسة مبادئ لشرح ظواهر الذكريات الخاطئة. يشير المبدأ الأول إلى أن الفرد يخزن المعلومات الحرفية والمعلومات الجوهرية حول حدث ما بالتوازي. ينطوي كلا الشكلين على المحتوى السطحي للتجربة. يذكر المبدأ الثاني عوامل استرجاع الذكرى بجانبيها الجوهري والحرفي. يُبنى المبدأ الثالث على عمليات التعارض المزدوج في الذكرى الخاطئة. بشكل عام، يدعم الاسترجاع الجوهري التذكر الخاطئ، بينما يكبحها الاسترجاع الحرفي. التباين التطوري هو موضوع المبدأ الرابع. فمع تطور الطفل إلى بالغ، يتحسن اكتساب واختزان واسترجاع الذاكرة الحرفية والجوهرية بشكل واضح. ومع ذلك، في الرشد المتأخر، تنخفض هذه القدرات. أخيرًا، يوضح المبدأ الخامس أن المعالجة الحرفية والمعالجة الجوهرية تؤديان إلى التذكر الحقيقي. أثبتت نظرية الأثر الضبابي، التي تحكمها هذه المبادئ الخمسة، أنها مفيدة في تفسير الذكريات الخاطئة وتقديم التنبؤات الجديدة حولها.

### في سياق علم المعرفة
لا تشمل التفسيرات المعرفية العصبية كل أوجه التخريف. ينسب البعض التخريف إلى سياق علم المعرفة. في عام 2009، انتُقدت نظريات أسباب وآليات التخريف لأنها ركزت فقط على العمليات العصبية، والتي تظل مبهمة إلى حد ما، ولأنها ركزت على السلبية في ظواهر التذكر الخاطئ. اقترح الباحثون أن اعتبار علم المعرفة في النظر إلى التخريف سيكون أكثر احتواءً لمزايا وعيوب العملية.